# Kjetil Rekdal
Kjetil André "Reka" Rekdal (Molde, 6 de novembro de 1968) é um ex-futebolista e atual treinador norueguês.

## Carreira
Disputou duas Copas do Mundo, em 1994 e 1998, sendo que, nessa última, marcou o gol da vitória contra o Brasil, de penalti.
Ainda disputou a Euro 2000.

## Títulos

### Como Jogador
Molde
- Norwegian Football Cup: 1994

Vålerenga
- Norwegian Football Cup: 2002

### Como Treinador
Vålerenga
- Eliteserien: 2005
- Norwegian Football Cup: 2002

Aalesund
- Norwegian Football Cup: 2009, 2011